# Берзин, Андрей Гаспарович
Андрей Гаспарович Берзин (23 января 1893 года, Майоренгоф, Лифляндская губерния — 1951 год, Латвийская ССР) — советский  хозяйственный деятель.

## Биография
Родился 23 января 1893 года в Лифляндской губернии.
В 1914 году окончил училище и получил диплом землемера-агронома. После училища поступил в Рижский политехнический институт. В августе 1916 года был призван на военную службу, в связи с чем не закончил обучение в институте. 
В армии служил с августа 1916 – июль 1917 в 1-м Студенческом батальоне в Нижнем Новгороде, затем в Московской школе прапорщиков, откуда был выпущен в должности командира роты в 183-й запасной пехотный полк.
После Октябрьской революции работал заместителем начальника административно-финансового управления Наркомата земледелия. Занимался организацией и руководством финансирования всей системы землеустройства, руководил работой Наркомзема по производственному кредитованию сельского хозяйства.
В 1930 году был арестован по делу т. н. Трудовой крестьянской партии (вместе с экономистами Николаем Кондратьевым, Александром Чаяновым, Львом Литошенко) и в 1931 году был сослан в Казахстан, где работал экономистом-плановиком в «Союзпромкорме».
В 1938 году повторно арестован. В ссылке пробыл до окончания войны, после чего вернулся в Москву.
Умер в 1951 году от рака в Латвии, где жил у родственников.

## Личная жизнь
Был первым мужем актрисы Любови Орловой (1926—1930). О его судьбе после ареста актриса ничего не знала, и уже будучи женой Григория Александрова, просила И. В. Сталина узнать о Берзине и помочь ему.